# Vlčkovský háj
Vlčkovský háj je chráněný areál v katastrálním území obce Vlčkovce v okrese Trnava v Trnavském kraji na Slovensku. Území bylo vyhlášeno v roce 1994 a jeho rozloha je 61,36 hektaru. Předmětem ochrany je relikt dubovo-jilmovo-jasanového lužního lesa s výskytem ohrožených druhů rostlin a živočichů.